# Tuula Myllyniemi
Tuula Myllyniemi aussi connue sous le nom de Tuula Minetti, née le 9 novembre 1964, est une joueuse professionnelle de squash représentant la Finlande. Elle atteint en juillet 1999 la 35e place mondiale sur le circuit international, son meilleur classement. Elle est championne de Finlande à 20 reprises entre 1983 et 2009,.

## Palmarès

### Titres
- Championnats de Finlande : 20 titres (1983, 1985–2000, 2002, 2008–2009)[4]

### Finales
- Championnats d'Europe par équipes : 1998